# Świnice Warckie (Łódź)
Pour les articles homonymes, voir Świnice Warckie.
Świnice Warckie (prononciation [ɕfiˈnit͡sɛ ˈvart͡skʲɛ]) est un village de la gmina de Świnice Warckie, du powiat de Łęczyca, dans la voïvodie de Łódź, situé dans le centre de la Pologne.
Le village est le siège administratif (chef-lieu) de la gmina rurale appelée gmina de Świnice Warckie.
Il se situe à environ 20 kilomètres à l'ouest de Łęczyca (siège du powiat) et 47 kilomètres au nord-ouest de Łódź (capitale de la voïvodie).
Sa population s'élevait approximativement à 640 habitants en 2011.

## Administration
De 1975 à 1998, le village était attaché administrativement à l'ancienne voïvodie de Konin.

Depuis 1999, il fait partie de la nouvelle voïvodie de Łódź.